# Coupe du monde de ski acrobatique 1996-1997
Navigation
Édition précédente Édition suivante
La Coupe du monde de ski acrobatique 1996-1997 est la dix-huitième édition de la Coupe du monde de ski acrobatique organisée par la Fédération internationale de ski. Elle comprend quatre épreuves pour les femmes et cinq pour les hommes : le ski de bosses, le saut acrobatique, le ballet, pour les hommes le combiné (une combinaison des trois autres) et le ski de bosses en parallèle.
 
L'Américaine Stacey Blumer (en) et l'Américain Darcy Downs (en) remportent tous deux le classement général pour la première fois.

## Déroulement de la compétition
La saison est composée de onze étapes, quatre en Amérique du Nord et sept en Europe, et se déroule du 5 décembre 1996 au 15 mars 1997. Elle se conclut par les finales de Hundfjället, la seule étape accueillant les cinq épreuves. Il y a cinq type d'épreuves. Le ski de bosses, le ski de bosses en parallèle, le saut acrobatique et le ballet sont disputés (en général le même jour) par les femmes et les hommes. Pour les étapes qui proposent l'ensemble des trois épreuves classiques que sont le ski de bosses, le saut acrobatique et le ballet, un combiné masculin (la combinaison des résultats des trois épreuves, pour les skieurs qui participent au trois) est parfois proposé. C'est le cas pour Lake Placid, Breckenridge, Altenmarkt im Pongau et Hundfjället. Tignes accueille les trois épreuves, mais aucun combiné n'est comptabilisé. À noter que pour sa seconde saison, le ski de bosses en parallèle voit son nombre d'épreuves augmenter (au détriment du ski de bosses classique) :  six épreuves dans la saison, le double de la précédente, contre sept pour le ski de bosses (onze en 1995-1996).
La saison est interrompue début février par les Mondiaux de Iizuna Kogen (La station de ski de Nagano). Son palmarès est inédit puisque les deux athlètes qui remportent le classement général le font pour la première fois, et même unique fois de leur carrière. Ce sont l'Américaine Stacey Blumer (en) et le Canadien Darcy Downs (en) qui partagent aussi la particularité de remporter le gros globe (du classement général) sans remporter aucun des petits globes de chaque spécialité.
| \| Mont Tremblant Lake Placid Blackcomb Breckenridge \| Sites des compétitions de ski acrobatique en Amérique du Nord |
| Mont Tremblant Lake Placid Blackcomb Breckenridge                                                                     |

| Mont Tremblant Lake Placid Blackcomb Breckenridge |

| \| Tignes La Plagne Piancavallo Kirchberg Meiringen Altenmarkt im Pongau \| Sites des compétitions de ski acrobatique dans les Alpes |
| Tignes La Plagne Piancavallo Kirchberg Meiringen Altenmarkt im Pongau                                                                |

| Tignes La Plagne Piancavallo Kirchberg Meiringen Altenmarkt im Pongau |

| \| Hundfjället \| Sites des compétitions en Scandinavie |
| Hundfjället                                             |

| Hundfjället |

| \| Mont Tremblant Lake Placid Blackcomb Breckenridge \| Sites des compétitions de ski acrobatique en Amérique du Nord |
| Mont Tremblant Lake Placid Blackcomb Breckenridge                                                                     |

| Mont Tremblant Lake Placid Blackcomb Breckenridge |

| \| Tignes La Plagne Piancavallo Kirchberg Meiringen Altenmarkt im Pongau \| Sites des compétitions de ski acrobatique dans les Alpes |
| Tignes La Plagne Piancavallo Kirchberg Meiringen Altenmarkt im Pongau                                                                |

| Tignes La Plagne Piancavallo Kirchberg Meiringen Altenmarkt im Pongau |

| \| Hundfjället \| Sites des compétitions en Scandinavie |
| Hundfjället                                             |

| Hundfjället |

## Classements

### Général
| Rang | Nom                    | Points |
| ---- | ---------------------- | ------ |
| 1    | Darcy Downs (en)       | 120.00 |
| 2    | Fabrice Becker         | 111.00 |
| 3    | Heini Baumgartner (de) | 95.00  |
| 4    | Jean-Luc Brassard      | 95.00  |
| 5    | Ian Edmondson (de)     | 95.00  |

| Rang | Nom                 | Points |
| ---- | ------------------- | ------ |
| 1    | Stacey Blumer (en)  | 100.00 |
| 2    | Elena Batalova (en) | 100.00 |
| 3    | Katherina Kubenk    | 99.00  |
| 4    | Veronica Brenner    | 97.00  |
| 5    | Tatjana Mittermayer | 97.00  |

### Saut acrobatique
Chez les femmes, la Canadienne Veronica Brenner, dauphine de Colette Brand (qui ne défend pas son titre) en 1996, et l'Australienne Kirstie Marshall, championne en 1992, dominent la saison : sept podiums dont quatre victoires pour Brenner, cinq victoires (ses seuls podiums) pour Marshall. C'est la régularité de la Canadienne qui paye et lui permet de remporter pour la première fois le classement de la spécialité. Sa compatriote Caroline Olivier (pl) remporte les deux épreuves restantes et complète le podium du classement de la discipline. Chez les hommes, la compétition est serrée et on compte neuf vainqueurs différents en douze épreuves. C'est le Canadien Nicolas Fontaine qui s'impose et remporte son premier titre grâce à cinq podiums dont trois victoires.
| Rang | Nom                  | Points |
| ---- | -------------------- | ------ |
| 1    | Nicolas Fontaine     | 832.00 |
| 2    | Jean-Damien Climonet | 808.00 |
| 3    | Andrew Capicik (en)  | 772.00 |
| 4    | David Belhumeur (pl) | 768.00 |
| 5    | Jeff Bean            | 764.00 |

| Rang | Nom                   | Points |
| ---- | --------------------- | ------ |
| 1    | Veronica Brenner      | 776.00 |
| 2    | Kirstie Marshall      | 728.00 |
| 3    | Caroline Olivier (pl) | 708.00 |
| 4    | Michèle Rohrbach (en) | 688.00 |
| 5    | Jacqui Cooper         | 684.00 |

### Ballet
Chez les femmes, les Russes et les Suédoises continuent de dominer la compétition : l'intégralité des vingt-sept places sur le podium reviennent à ces deux nations, avec un net avantage pour la Russie qui remporte les neuf épreuves : six fois par Elena Batalova (en), tenante du titre qui le conserve assez facilement, et trois fois pour Oksana Kushenko (de) sa dauphine. Chez les hommes, la saison débute sans le quadruple champion Norvégien Rune Kristiansen (de) (1991, 1992, 1993 et 1995), dauphin de Heini Baumgartner (de) la saison précédente, et fraîchement retraité. Baumgartner qui malgré cinq podiums dont trois victoires cède son titre au Français Fabrice Becker qui ne rate qu'un des neuf podiums (le premier à Tignes et l'emporte quatre fois. C'est son second titre après celui de 1994.
| Rang | Nom                    | Points |
| ---- | ---------------------- | ------ |
| 1    | Fabrice Becker         | 688.00 |
| 2    | Heini Baumgartner (de) | 668.00 |
| 3    | Ian Edmondson (de)     | 664.00 |
| 4    | Steven Roxberg (pl)    | 612.00 |
| 5    | Antti Inberg (fi)      | 612.00 |

| Rang | Nom                   | Points |
| ---- | --------------------- | ------ |
| 1    | Elena Batalova (en)   | 700.00 |
| 2    | Oksana Kushenko (de)  | 676.00 |
| 3    | Annika Johansson (de) | 648.00 |
| 4    | Åsa Magnusson (pl)    | 624.00 |
| 5    | Raquel Gutiérrez (pl) | 564.00 |

### Bosses
La saison de bosses est particulière puisqu'elle comporte nettement moins d'épreuves que la saison précédente, sept au lieu de onze, ce qui est compensé par une augmentation du nombre d’épreuves de bosses en parallèle (six) qui concernent les mêmes athlètes. Dans le classement, seuls les cinq meilleurs résultats sont pris en compte, les deux plus mauvais ne sont pas pris en compte. Chez les femmes l'Allemande Tatjana Mittermayer, la Norvégienne Kari Traa et l'Américaine Donna Weinbrecht remportent chacune deux victoires. Complétées de trois podiums, elles permettent à l'Allemande de remporter le classement de la spécialité pour la première fois (après avoir terminé deux fois troisième et trois fois deuxième depuis 1988) alors que c'est la Française Candice Gilg qui prend la deuxième place devant la Finlandaise Minna Karhu (fi) (trois podiums mais aucune victoire pour chacune d'entre elles). À noter que le top cinq du classement final comporte les mêmes skieuses que la saison précédente, mais pas dans le même ordre. Chez les hommes, le Canadien Jean-Luc Brassard (cinq podiums, deux victoires) conserve son titre, son troisième, en s'imposant devant son compatriote Stéphane Rochon (quatre deuxièmes places, pas de victoire) et le Suédois Jesper Rönnbäck (sv) (deux victoires et une seconde place).
| Rang | Nom                  | Points |
| ---- | -------------------- | ------ |
| 1    | Jean-Luc Brassard    | 476.00 |
| 2    | Stéphane Rochon      | 464.00 |
| 3    | Jesper Rönnbäck (sv) | 444.00 |
| 4    | Thony Hemery         | 440.00 |
| 5    | Jonny Moseley        | 396.00 |

| Rang | Nom                 | Points |
| ---- | ------------------- | ------ |
| 1    | Tatjana Mittermayer | 484.00 |
| 2    | Candice Gilg        | 464.00 |
| 3    | Minna Karhu (fi)    | 444.00 |
| 4    | Donna Weinbrecht    | 432.00 |
| 5    | Ann Battelle        | 432.00 |

### Bosses parallèles
La saison 1996 consacre le ski de bosses en parallèle comme une discipline à part entière avec six épreuves, presque autant que le ski de bosses classique et deux fois plus que la saison précédente. Dans le classement, seuls les cinq meilleurs résultats sont pris en compte. Chez les femmes la Française Candice Gilg conserve son titre grâce à quatre podiums mais une seule victoire (et deux cinquièmes places comme plus mauvais résultats), devant la Finlandaise Minna Karhu (fi) (trois podiums dont une victoire) et l'Américaine Liz McIntyre (deux podiums, une victoire). La Suédoise Marja Elfman (pl) est la seule a remporter deux courses, mais ne termine « que » cinquième du classement. Chez les hommes, le Français Thony Hemery domine la compétition en s'imposant lors de quatre des six épreuves et remporte logiquement son premier globe de cristal devant le Canadien Jean-Luc Brassard (une victoire) et l'Américain Garth Hager (une deuxième place).
| Rang | Nom               | Points |
| ---- | ----------------- | ------ |
| 1    | Thony Hemery      | 404.00 |
| 2    | Jean-Luc Brassard | 368.00 |
| 3    | Garth Hager       | 332.00 |
| 4    | Sean Smith (en)   | 332.00 |
| 5    | Jonny Moseley     | 320.00 |

| Rang | Nom               | Points |
| ---- | ----------------- | ------ |
| 1    | Candice Gilg      | 444.00 |
| 2    | Minna Karhu (fi)  | 440.00 |
| 3    | Liz McIntyre      | 412.00 |
| 4    | Ann Battelle      | 388.00 |
| 5    | Marja Elfman (pl) | 368.00 |

### Combiné
Pour la deuxième année il n'y a pas de concours combiné pour les femmes. Pour les hommes le nombre d'épreuves baisse, seulement quatre. le Canadien Toben Sutherland (pl) en remporte trois (et est troisième de la quatrième) et le titre devant son compatriote Darcy Downs (en) (qui remporte le quatrième concours et fait deux deuxièmes places).
| Rang | Nom                           | Points                        |
| ---- | ----------------------------- | ----------------------------- |
| 1    | Toben Sutherland (pl)         | 392.00                        |
| 2    | Darcy Downs (en)              | 292.00                        |
| 3    | Informations non communiquées | Informations non communiquées |
| 4    | Informations non communiquées | Informations non communiquées |
| 5    | Aleš Valenta                  | 88.00                         |

## Calendrier et podiums

### Hommes
| Date                                          | Lieu                  | Épreuve             | Vainqueur              | Second                 | Troisième                   |
| --------------------------------------------- | --------------------- | ------------------- | ---------------------- | ---------------------- | --------------------------- |
| 5 décembre 1996                               | Tignes                | Ballet              | Heini Baumgartner (de) | Steven Roxberg (pl)    | Konrad Hilpert              |
| 6 décembre 1996                               | Tignes                | Saut                | Jesper Rönnbäck (sv)   | Andrey Ivanov (en)     | Ryan Johnson (pl)           |
| 7 décembre 1996                               | Tignes                | Bosses              | Alexis Blanc (pl)      | Sébastien Foucras      | Jeff Bean                   |
| 8 décembre 1996                               | Tignes                | Bosses en parallèle | Jean-Luc Brassard      | Garth Hager            | Dominick Gauthier           |
| 13 décembre 1996                              | La Plagne             | Bosses              | Jonny Moseley          | Jesper Rönnbäck (sv)   | Jean-Luc Brassard           |
| 14 décembre 1996                              | La Plagne             | Saut                | Sébastien Foucras      | Eric Bergoust          | Nicolas Fontaine            |
| 15 décembre 1996                              | La Plagne             | Bosses en parallèle | Thony Hemery           | Johann Grégoire        | Jesper Rönnbäck (sv)        |
| 19 décembre 1996                              | Piancavallo           | Saut                | Matt Chojnacki (en)    | Sébastien Foucras      | Mariano Ferrario (en)       |
| 21 décembre 1996                              | Piancavallo           | Ballet              | Heini Baumgartner (de) | Fabrice Becker         | Ian Edmondson (de)          |
| 8 janvier 1997                                | Mont Tremblant        | Saut                | Christian Rijavec (de) | Lloyd Langlois         | Sébastien Foucras           |
| 9 janvier 1997                                | Mont Tremblant        | Bosses              | Jesper Rönnbäck (sv)   | Stéphane Rochon        | Jean-Luc Brassard           |
| 11 janvier 1997                               | Lake Placid           | Saut                | Lloyd Langlois         | Christian Rijavec (de) | Jean-Damien Climonet        |
| 12 janvier 1997                               | Lake Placid           | Bosses              | Jonny Moseley          | Jean-Luc Brassard      | Fabrice Ougier (pl)         |
| 13 janvier 1997                               | Lake Placid           | Ballet              | Fabrice Becker         | Steven Roxberg (pl)    | Ian Edmondson (de)          |
| 13 janvier 1997                               | Lake Placid           | Combiné             | Toben Sutherland (pl)  | Chad St.Onge           | Information non communiquée |
| 17 janvier 1997                               | Whistler Blackcomb    | Ballet              | Fabrice Becker         | Heini Baumgartner (de) | Ian Edmondson (de)          |
| 18 janvier 1997                               | Whistler Blackcomb    | Bosses en parallèle | Thony Hemery           | Yugo Tsukita           | Petsch Moser (pl)           |
| 19 janvier 1997                               | Whistler Blackcomb    | Saut                | Nicolas Fontaine       | Lloyd Langlois         | Matt Chojnacki (en)         |
| 23 janvier 1997                               | Breckenridge          | Ballet              | Fabrice Becker         | Heini Baumgartner (de) | Ian Edmondson (de)          |
| 24 janvier 1997                               | Breckenridge          | Bosses              | Ryan Johnson (pl)      | Stéphane Rochon        | Thony Hemery                |
| 25 janvier 1997                               | Breckenridge          | Saut                | Joe Pack               | Jean-Damien Climonet   | Dmitri Dashchinsky          |
| 25 janvier 1997                               | Breckenridge          | Combiné             | Toben Sutherland (pl)  | Darcy Downs (en)       | Chad St.Onge                |
| 26 janvier 1997                               | Breckenridge          | Saut                | Nicolas Fontaine       | Darcy Downs (en)       | David Belhumeur (pl)        |
| Mondiaux d'Iizuna Kogen (4 au 9 février 1997) |                       |                     |                        |                        |                             |
| 19 février 1997                               | Kirchberg             | Ballet              | Fabrice Becker         | Antti Inberg (fi)      | Steven Roxberg (pl)         |
| 20 février 1997                               | Kirchberg             | Saut                | Jeff Bean              | Nicolas Fontaine       | Andrew Capicik (en)         |
| 21 février 1997                               | Kirchberg             | Bosses en parallèle | Thony Hemery           | Sean Smith (en)        | Jesper Rönnbäck (sv)        |
| 28 février 1997                               | Meiringen Hasliberg   | Bosses en parallèle | Fabrice Ougier (pl)    | Jonas Jonell (pl)      | Sergei Karpetchenko         |
| 1er mars 1997                                 | Meiringen Hasliberg   | Ballet              | Ian Edmondson (de)     | Fabrice Becker         | Antti Inberg (fi)           |
| 2 mars 1997                                   | Meiringen Hasliberg   | Saut                | Eric Bergoust          | Andy Messerli (pl)     | Jean-Damien Climonet        |
| 7 mars 1997                                   | Altenmarkt Zauchensee | Saut                | Nicolas Fontaine       | Jean-Damien Climonet   | Andrew Capicik (en)         |
| 7 mars 1997                                   | Altenmarkt Zauchensee | Bosses              | Jean-Luc Brassard      | Stéphane Rochon        | Thony Hemery                |
| 8 mars 1997                                   | Altenmarkt Zauchensee | Ballet              | Heini Baumgartner (de) | Ian Edmondson (de)     | Fabrice Becker              |
| 8 mars 1997                                   | Altenmarkt Zauchensee | Combiné             | Darcy Downs (en)       | Ondřej Vokatý (pl)     | Toben Sutherland (pl)       |
| 12 mars 1997                                  | Hundfjället           | Ballet              | Ian Edmondson (de)     | Fabrice Becker         | Konrad Hilpert              |
| 13 mars 1997                                  | Hundfjället           | Bosses              | Thony Hemery           | Stéphane Rochon        | Jean-Luc Brassard           |
| 14 mars 1997                                  | Hundfjället           | Saut                | Christian Rijavec (de) | David Belhumeur (pl)   | Eric Bergoust               |
| 14 mars 1997                                  | Hundfjället           | Combiné             | Toben Sutherland (pl)  | Darcy Downs (en)       | Information non communiquée |
| 15 mars 1997                                  | Hundfjället           | Bosses en parallèle | Thony Hemery           | Jonny Moseley          | Fabrice Ougier (pl)         |

### Femmes
| Date                                          | Lieu                  | Épreuve             | Vainqueur             | Second                  | Troisième               |
| --------------------------------------------- | --------------------- | ------------------- | --------------------- | ----------------------- | ----------------------- |
| 5 décembre 1996                               | Tignes                | Ballet              | Elena Batalova (en)   | Oksana Kushenko (de)    | Åsa Magnusson (pl)      |
| 6 décembre 1996                               | Tignes                | Saut                | Tatjana Mittermayer   | Candice Gilg            | Minna Karhu (fi)        |
| 7 décembre 1996                               | Tignes                | Bosses              | Veronica Brenner      | Karin Kuster (pl)       | Evelyne Leu             |
| 8 décembre 1996                               | Tignes                | Bosses en parallèle | Liz McIntyre          | Ann Battelle            | Candice Gilg            |
| 13 décembre 1996                              | La Plagne             | Bosses              | Tatjana Mittermayer   | Donna Weinbrecht        | Ann Battelle            |
| 14 décembre 1996                              | La Plagne             | Saut                | Veronica Brenner'     | Michèle Rohrbach (en)   | Stacey Blumer (en)      |
| 15 décembre 1996                              | La Plagne             | Bosses en parallèle | Minna Karhu (fi)      | Donna Weinbrecht        | Tatjana Mittermayer     |
| 19 décembre 1996                              | Piancavallo           | Saut                | Elena Batalova (en)   | Annika Johansson (de)   | Oksana Kushenko (de)    |
| 8 janvier 1997                                | Mont Tremblant        | Saut                | Veronica Brenner      | Michèle Rohrbach (en)   | Caroline Olivier (pl)   |
| 9 janvier 1997                                | Mont Tremblant        | Bosses              | Kari Traa             | Candice Gilg            | Donna Weinbrecht        |
| 11 janvier 1997                               | Lake Placid           | Saut                | Kirstie Marshall      | Michèle Rohrbach (en)   | Caroline Olivier (pl)   |
| 12 janvier 1997                               | Lake Placid           | Bosses              | Kari Traa             | Tatjana Mittermayer     | Liz McIntyre            |
| 13 janvier 1997                               | Lake Placid           | Ballet              | Oksana Kushenko (de)  | Annika Johansson (de)   | Åsa Magnusson (pl)      |
| 17 janvier 1997                               | Whistler Blackcomb    | Ballet              | Elena Batalova (en)   | Annika Johansson (de)   | Åsa Magnusson (pl)      |
| 18 janvier 1997                               | Whistler Blackcomb    | Bosses en parallèle | Marja Elfman (pl)     | Candice Gilg            | Minna Karhu (fi)        |
| 19 janvier 1997                               | Whistler Blackcomb    | Saut                | Caroline Olivier (pl) | Veronica Brenner        | Hilde Synnøve Lid       |
| 23 janvier 1997                               | Breckenridge          | Ballet              | Elena Batalova (en)   | Oksana Kushenko (de)    | Annika Johansson (de)   |
| 24 janvier 1997                               | Breckenridge          | Bosses              | Donna Weinbrecht      | Kari Traa               | Minna Karhu (fi)        |
| 25 janvier 1997                               | Breckenridge          | Saut                | Kirstie Marshall      | Guo Dandan (en)         | Stacey Blumer (en)      |
| 26 janvier 1997                               | Breckenridge          | Saut                | Veronica Brenner      | Nikki Stone             | Michèle Rohrbach (en)   |
| Mondiaux d'Iizuna Kogen (4 au 9 février 1997) |                       |                     |                       |                         |                         |
| 19 février 1997                               | Kirchberg             | Ballet              | Oksana Kushenko (de)  | Natalja Razumowska (pl) | Åsa Magnusson (pl)      |
| 20 février 1997                               | Kirchberg             | Saut                | Caroline Olivier (pl) | Veronica Brenner        | Nataliya Orekhova (en)  |
| 21 février 1997                               | Kirchberg             | Bosses en parallèle | Candice Gilg          | Ann Battelle            | Kari Traa               |
| 28 février 1997                               | Meiringen Hasliberg   | Bosses en parallèle | Kari Traa             | Minna Karhu (fi)        | Marja Elfman (pl)       |
| 1er mars 1997                                 | Meiringen Hasliberg   | Ballet              | Elena Batalova (en)   | Oksana Kushenko (de)    | Natalja Razumowska (pl) |
| 2 mars 1997                                   | Meiringen Hasliberg   | Saut                | Kirstie Marshall      | Jacqui Cooper           | Veronica Brenner        |
| 7 mars 1997                                   | Altenmarkt Zauchensee | Saut                | Kirstie Marshall      | Xu Nannan               | Jacqui Cooper           |
| 7 mars 1997                                   | Altenmarkt Zauchensee | Bosses              | Donna Weinbrecht      | Tatjana Mittermayer     | Candice Gilg            |
| 8 mars 1997                                   | Altenmarkt Zauchensee | Ballet              | Elena Batalova (en)   | Natalja Razumowska (pl) | Oksana Kushenko (de)    |
| 12 mars 1997                                  | Hundfjället           | Ballet              | Elena Batalova (en)   | Oksana Kushenko (de)    | Annika Johansson (de)   |
| 13 mars 1997                                  | Hundfjället           | Bosses              | Ann Battelle          | Tatjana Mittermayer     | Minna Karhu (fi)        |
| 14 mars 1997                                  | Hundfjället           | Saut                | Kirstie Marshall      | Nikki Stone             | Veronica Brenner        |
| 15 mars 1997                                  | Hundfjället           | Bosses en parallèle | Marja Elfman (pl)     | Liz McIntyre            | Candice Gilg            |

### Résultats officiels
1. ↑  (en) « Tignes (FRA) World Cup - Men's acro », sur fis-ski.com (consulté le 8 janvier 2021)
2. ↑  (en) « Tignes (FRA) World Cup - Men's aerials », sur fis-ski.com (consulté le 8 janvier 2021)
3. ↑  (en) « Tignes (FRA) World Cup - Men's moguls », sur fis-ski.com (consulté le 8 janvier 2021)
4. ↑  (en) « Tignes (FRA) World Cup - Men's dual moguls », sur fis-ski.com (consulté le 8 janvier 2021)
5. ↑  (en) « La Plagne (FRA) World Cup - Men's moguls », sur fis-ski.com (consulté le 5 janvier 2020)
6. ↑  (en) « La Plagne (FRA) World Cup - Men's aerials », sur fis-ski.com (consulté le 5 janvier 2020)
7. ↑  (en) « La Plagne (FRA) World Cup - Men's dual moguls », sur fis-ski.com (consulté le 5 janvier 2020)
8. ↑  (en) « Piancavallo (ITA) World Cup - Men's aerials », sur fis-ski.com (consulté le 5 janvier 2020)
9. ↑  (en) « Piancavallo (ITA) World Cup - Men's acro », sur fis-ski.com (consulté le 5 janvier 2020)
10. ↑  (en) « Mont Tremblant (CAN) World Cup - Men's aerials », sur fis-ski.com (consulté le 5 janvier 2020)
11. ↑  (en) « Mont Tremblant (CAN) World Cup - Men's moguls », sur fis-ski.com (consulté le 5 janvier 2020)
12. ↑  (en) « Lake Placid (USA) World Cup - Men's aerials », sur fis-ski.com (consulté le 5 janvier 2020)
13. ↑  (en) « Lake Placid (USA) World Cup - Men's moguls », sur fis-ski.com (consulté le 5 janvier 2020)
14. ↑  (en) « Lake Placid (USA) World Cup - Men's acro », sur fis-ski.com (consulté le 5 janvier 2020)
15. ↑  (en) « Lake Placid (USA) World Cup - Men's combined », sur fis-ski.com (consulté le 5 janvier 2020)
16. ↑  (en) « Blackcomb (CAN) World Cup - Men's acro », sur fis-ski.com (consulté le 5 janvier 2020)
17. ↑  (en) « Blackcomb (CAN) World Cup - Men's dual moguls », sur fis-ski.com (consulté le 5 janvier 2020)
18. ↑  (en) « Blackcomb (CAN) World Cup - Men's aerials », sur fis-ski.com (consulté le 5 janvier 2020)
19. ↑  (en) « Breckenridge (USA) World Cup - Men's acro », sur fis-ski.com (consulté le 5 janvier 2020)
20. ↑  (en) « Breckenridge (USA) World Cup - Men's moguls », sur fis-ski.com (consulté le 5 janvier 2020)
21. ↑  (en) « Breckenridge (USA) World Cup - Men's aerials », sur fis-ski.com (consulté le 5 janvier 2020)
22. ↑  (en) « Breckenridge (USA) World Cup - Men's combined », sur fis-ski.com (consulté le 5 janvier 2020)
23. ↑  (en) « Breckenridge (USA) World Cup - Men's aerials », sur fis-ski.com (consulté le 5 janvier 2020)
24. ↑  (en) « Kirchberg (AUT) World Cup - Men's acro », sur fis-ski.com (consulté le 5 janvier 2020)
25. ↑  (en) « Kirchberg (AUT) World Cup - Men's aerials », sur fis-ski.com (consulté le 5 janvier 2020)
26. ↑  (en) « Kirchberg (AUT) World Cup - Men's dual moguls », sur fis-ski.com (consulté le 5 janvier 2020)
27. ↑  (en) « Meiringen-Hasliberg (SUI) World Cup - Men's dual moguls », sur fis-ski.com (consulté le 5 janvier 2020)
28. ↑  (en) « Meiringen-Hasliberg (SUI) World Cup - Men's acro », sur fis-ski.com (consulté le 5 janvier 2020)
29. ↑  (en) « Meiringen-Hasliberg (SUI) World Cup - Men's moguls », sur fis-ski.com (consulté le 5 janvier 2020)
30. ↑  (en) « Altenmarkt-Zauchensee (AUT) World Cup - Men's aerials », sur fis-ski.com (consulté le 5 janvier 2020)
31. ↑  (en) « Altenmarkt-Zauchensee (AUT) World Cup - Men's moguls », sur fis-ski.com (consulté le 5 janvier 2020)
32. ↑  (en) « Altenmarkt-Zauchensee (AUT) World Cup - Men's acro », sur fis-ski.com (consulté le 5 janvier 2020)
33. ↑  (en) « Altenmarkt-Zauchensee (AUT) World Cup - Men's combined », sur fis-ski.com (consulté le 5 janvier 2020)
34. ↑  (en) « Hundfjallet (SWE) World Cup - Men's acro », sur fis-ski.com (consulté le 5 janvier 2020)
35. ↑  (en) « Hundfjallet (SWE) World Cup - Men's moguls », sur fis-ski.com (consulté le 5 janvier 2020)
36. ↑  (en) « Hundfjallet (SWE) World Cup - Men's aerials », sur fis-ski.com (consulté le 5 janvier 2020)
37. ↑  (en) « Hundfjallet (SWE) World Cup - Men's combined », sur fis-ski.com (consulté le 5 janvier 2020)
38. ↑  (en) « Hundfjallet (SWE) World Cup - Men's dual moguls », sur fis-ski.com (consulté le 5 janvier 2020)
39. ↑  (en) « Tignes (FRA) World Cup - Women's acro », sur fis-ski.com (consulté le 8 janvier 2021)
40. ↑  (en) « Tignes (FRA) World Cup - Women's aerials », sur fis-ski.com (consulté le 8 janvier 2021)
41. ↑  (en) « Tignes (FRA) World Cup - Women's moguls », sur fis-ski.com (consulté le 8 janvier 2021)
42. ↑  (en) « Tignes (FRA) World Cup - Women's dual moguls », sur fis-ski.com (consulté le 8 janvier 2021)
43. ↑  (en) « La Plagne (FRA) World Cup - Women's moguls », sur fis-ski.com (consulté le 8 janvier 2020)
44. ↑  (en) « La Plagne (FRA) World Cup - Women's aerials », sur fis-ski.com (consulté le 8 janvier 2020)
45. ↑  (en) « La Plagne (FRA) World Cup - Women's dual moguls », sur fis-ski.com (consulté le 8 janvier 2020)
46. ↑  (en) « Piancavallo (ITA) World Cup - Women's aerials », sur fis-ski.com (consulté le 8 janvier 2020)
47. ↑  (en) « Mont Tremblant (CAN) World Cup - Women's aerials », sur fis-ski.com (consulté le 8 janvier 2020)
48. ↑  (en) « Mont Tremblant (CAN) World Cup - Women's moguls », sur fis-ski.com (consulté le 8 janvier 2020)
49. ↑  (en) « Lake Placid (USA) World Cup - Women's aerials », sur fis-ski.com (consulté le 8 janvier 2020)
50. ↑  (en) « Lake Placid (USA) World Cup - Women's moguls », sur fis-ski.com (consulté le 8 janvier 2020)
51. ↑  (en) « Lake Placid (USA) World Cup - Women's acro », sur fis-ski.com (consulté le 8 janvier 2020)
52. ↑  (en) « Blackcomb (CAN) World Cup - Women's acro », sur fis-ski.com (consulté le 8 janvier 2020)
53. ↑  (en) « Blackcomb (CAN) World Cup - Women's dual moguls », sur fis-ski.com (consulté le 8 janvier 2020)
54. ↑  (en) « Blackcomb (CAN) World Cup - Women's aerials », sur fis-ski.com (consulté le 8 janvier 2020)
55. ↑  (en) « Breckenridge (USA) World Cup - Women's acro », sur fis-ski.com (consulté le 8 janvier 2020)
56. ↑  (en) « Breckenridge (USA) World Cup - Women's moguls », sur fis-ski.com (consulté le 8 janvier 2020)
57. ↑  (en) « Breckenridge (USA) World Cup - Women's aerials », sur fis-ski.com (consulté le 8 janvier 2020)
58. ↑  (en) « Breckenridge (USA) World Cup - Women's aerials », sur fis-ski.com (consulté le 7 janvier 2020)
59. ↑  (en) « Kirchberg (AUT) World Cup - Women's acro », sur fis-ski.com (consulté le 7 janvier 2020)
60. ↑  (en) « Kirchberg (AUT) World Cup - Women's aerials », sur fis-ski.com (consulté le 7 janvier 2020)
61. ↑  (en) « Kirchberg (AUT) World Cup - Women's dual moguls », sur fis-ski.com (consulté le 7 janvier 2020)
62. ↑  (en) « Meiringen-Hasliberg (SUI) World Cup - Women's dual moguls », sur fis-ski.com (consulté le 7 janvier 2020)
63. ↑  (en) « Meiringen-Hasliberg (SUI) World Cup - Women's acro », sur fis-ski.com (consulté le 7 janvier 2020)
64. ↑  (en) « Meiringen-Hasliberg (SUI) World Cup - Women's moguls », sur fis-ski.com (consulté le 7 janvier 2020)
65. ↑  (en) « Altenmarkt-Zauchensee (AUT) World Cup - Women's aerials », sur fis-ski.com (consulté le 7 janvier 2020)
66. ↑  (en) « Altenmarkt-Zauchensee (AUT) World Cup - Women's moguls », sur fis-ski.com (consulté le 7 janvier 2020)
67. ↑  (en) « Altenmarkt-Zauchensee (AUT) World Cup - Women's acro », sur fis-ski.com (consulté le 7 janvier 2020)
68. ↑  (en) « Hundfjallet (SWE) World Cup - Women's acro », sur fis-ski.com (consulté le 7 janvier 2020)
69. ↑  (en) « Hundfjallet (SWE) World Cup - Women's moguls », sur fis-ski.com (consulté le 7 janvier 2020)
70. ↑  (en) « Hundfjallet (SWE) World Cup - Women's aerials », sur fis-ski.com (consulté le 7 janvier 2020)
71. ↑  (en) « Hundfjallet (SWE) World Cup - Women's dual moguls », sur fis-ski.com (consulté le 7 janvier 2020)